# Micpe Amram
Micpe Amram (hebrejsky: מצפה עמרם) je vrch o nadmořské výšce 638 metrů v jižním Izraeli, v pohoří Harej Ejlat.
Nachází se cca 11 kilometrů severně od města Ejlat a cca 5 kilometrů východně od mezistátní hranice mezi Izraelem a Egyptem. Má podobu výrazného odlesněného skalního masivu, jehož svahy na všechny strany prudce spadají do hlubokých údolí, jimiž protékají vádí. Na západní a severní straně je to vádí Nachal Racham, na jihovýchodě terén klesá prudce do Nachal Amram. Krajina v okolí od hory je členěna četnými skalnatými vrchy jako Giv'at Pu'a na severovýchodě nebo Har Amir na jihu. Hora je turisticky využívaná. Prochází tudy Izraelská stezka.